# Alois von Ströhl

Wappen der Freiherren von Ströhl

Alois Johann Nepomuk Franz Xaver Joseph Max Freiherr von Ströhl (* 10. Juni 1760 in Straubing; † 9. Juli 1836 in München) war ein bayerischer Generalleutnant und Stadtkommandant von München.

## Biografie
Die Herren von Ströhl sind ein alteingesessenes, niederbayerisches Adelsgeschlecht aus der Gegend von Straubing. Alois von Ströhl war der Sohn des kurbayerischen Kämmerers und Straubinger Regierungskanzlers Maximilian von Ströhl (* 1723) sowie seiner Gattin Agnes Felicitas, geborene Werner auf Grafenrieth (* 1725), aus Waldmünchen. Der Vater wurde 1769, von Kurfürst Max III. Joseph, vom Ritter- in den Freiherrenstand erhoben.
Alois von Ströhl besuchte ab 1771 das Bayerische Kadettenkorps, diente 1777 bis 1790 als Offizier im französischen Fremdenregiment „Royal Baviere“, trat dann in das Garderegiment von Pfalz-Zweibrücken ein und wechselte von dort in die Bayerische Armee über. 1799 beförderte man ihn zum Major. Als Oberstleutnant und Bataillons-Kommandant im damaligen Leib-Regiment erstürmte er während des Dritten Koalitionskrieges, am 2. und 3. November 1805, an der Spitze seines Verbandes, die westlichen Schanzen der Festung Pass Strub, die er trotz Durchschuss am linken Oberschenkel eroberte. Mit Armeebefehl vom 22. November 1805 erhielt er dafür das Kurpfalz-bayerische Militär-Ehrenzeichen. 1806, bei Stiftung des Militär-Max-Joseph-Ordens, nahm man ihn automatisch als Ehrenritter dort auf. 1807 avancierte er zum Oberst und Kommandeur des Leibregiments. Danach nahm er als Generalmajor am Russlandfeldzug von 1812 teil und befehligte bei Polozk eine Infanteriebrigade. Als am 22. August 1812, im Gefecht bei Gamzelowo, der bayerische Kommandeur, General Justus von Siebein tödliche Verwundungen erlitt, trat Ströhl an dessen Platz.
1813 wurde Alois von Ströhl militärischer Stadtkommandant der Haupt- und Residenzstadt München, 1824 Generalleutnant; überdies war er königlicher Kammerherr.
Neben dem Militär-Ehrenzeichen bzw. dem es ersetzenden Militär-Max-Joseph-Orden trug Ströhl das Ritterkreuz des Verdienstordens der Bayerischen Krone, das Kreuz des Ludwigsordens sowie das Ritterkreuz der französischen Ehrenlegion.
Alois von Ströhl starb 1836, ohne Nachkommen und wurde auf dem Alten Südfriedhof zu München beigesetzt. Mit ihm erlosch das Adelsgeschlecht im Mannesstamm. Sein Bruder Johann Nepomuk von Ströhl (1749–1813) war katholischer Priester und Domdekan von Freising.
Als man König Ludwig I. die Nachricht vom Tode General Ströhls überbrachte, sagte er: „Also habe ich wieder einen Bekannten aus meiner Kindheit weniger.“